# Guldfisken (film)
Guldfisken (originaltitel The Goldfish) er en amerikansk stumfilm fra 1924 af Jerome Storm.

## Medvirkende
- Constance Talmadge som Jennie Wetherby
- Jack Mulhall som Jimmy Wetherby
- Frank Elliott
- Jean Hersholt som Herman Krauss
- Zasu Pitts som Amelia Pugsley
- Edward Connelly som Nevski
- William Conklin som J. Hamilton Powers
- Leo White som Casmir